# 쇠기러기
쇠기러기는 오리과에 속하며 학명은 Anser albifrons이다. 몸길이는 66-86cm로 부리는 분홍색, 이마는 흰색, 다리는 오렌지색이다. 학명과 영어명은 모두 '이마가 흰 기러기'라는 뜻이 있다. 목과 등은 갈색이며, 배는 회갈색으로 검은색 줄무늬가 있다. 어린 새끼는 이마의 흰 점과 배의 검은색 줄무늬가 없다. 큰 떼를 지어 논·밭·연못·초원 등에서 풀씨·줄기·싹 등을 먹고 살며 흰색 알을 4-8개 낳는다. 북아메리카·유라시아 대륙의 툰드라지역에서 번식하고, 온대지역에서 월동한다. 우리나라에는 10월에 날아와서 이듬해 3월에 간다. 고기맛이 좋아 사냥용 새 인기가 높다.

## 사진

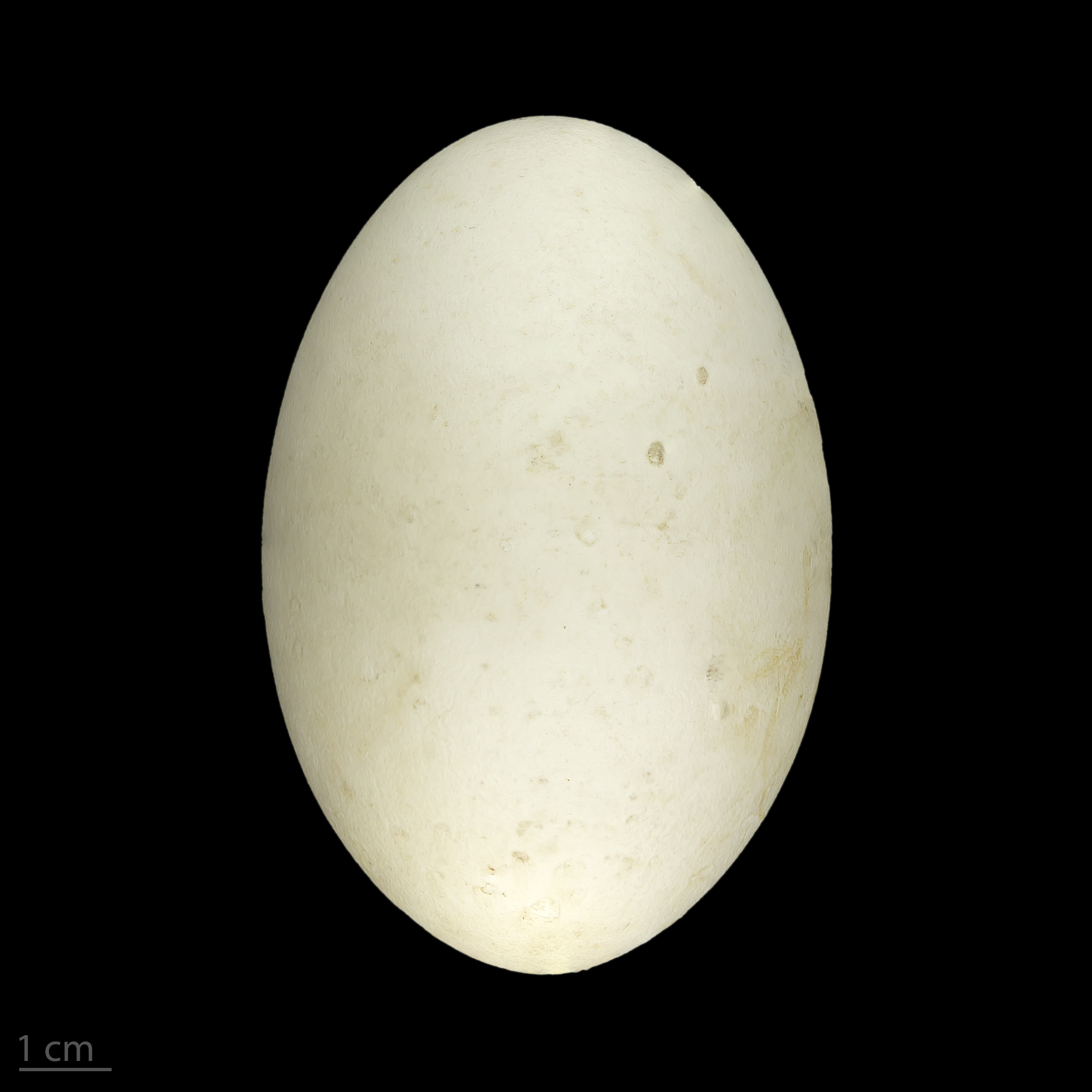
알

## 참고 문헌
- 이 문서에는 다음커뮤니케이션(현 카카오)에서 GFDL 또는 CC-SA 라이선스로 배포한 글로벌 세계대백과사전의 내용을 기초로 작성된 글이 포함되어 있습니다.
- 위키미디어 공용에 쇠기러기 관련 미디어 분류가 있습니다.